# Remilly-sur-Tille
Remilly-sur-Tille é uma comuna francesa na região administrativa da Borgonha-Franco-Condado, no departamento de Côte-d'Or. Estende-se por uma área de 9,8 km². Em 2010 a comuna tinha 896 habitantes (densidade: 91,4 hab./km²).